# Mathilde von Dammartin

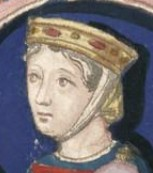
Mathilde von Dammartin

Mathilde von Dammartin (auch Mathilde II. von Boulogne genannt; * um 1200; † 1259) war eine Gräfin von Dammartin und von Boulogne aus dem Hause Mello, sowie durch ihre zweite Ehe von 1248 bis 1253 eine nominelle Königin von Portugal. Sie war eine Tochter des Grafen Rainald I. von Dammartin († 1227) und der Gräfin Ida von Boulogne († 1216).

## Gräfin von Boulogne und Dammartin

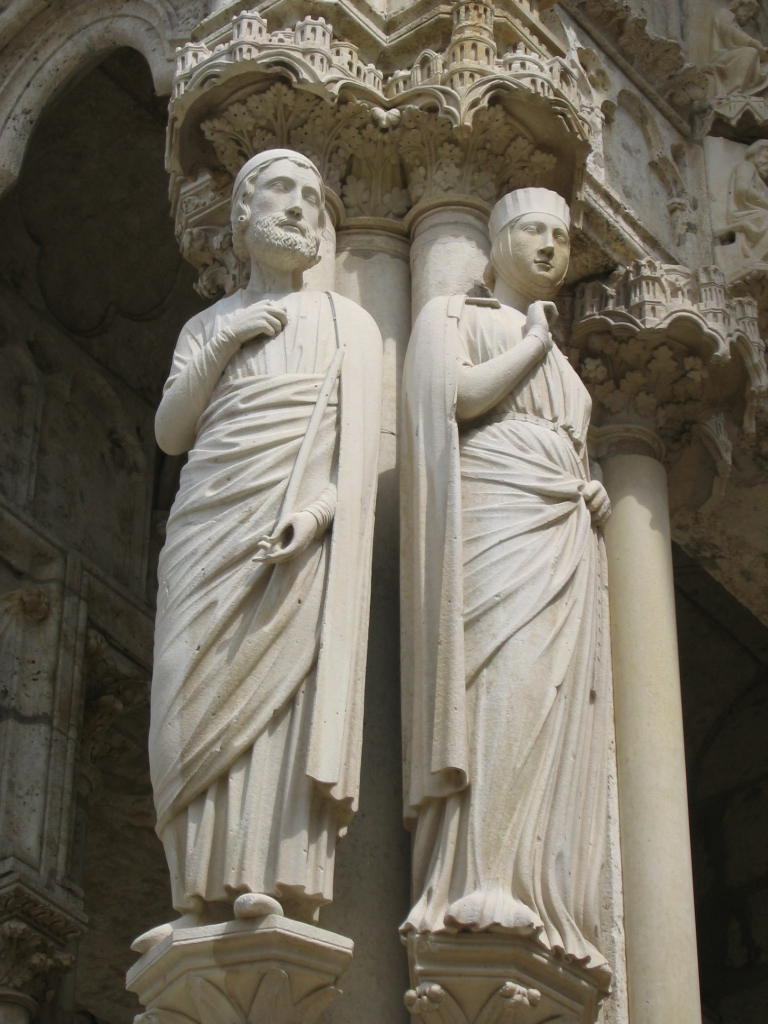
Statuengruppe der Mathilde von Dammartin und ihres ersten Ehemannes Prinz Philipp „dem Borstigen“ an der Fassade der Kathedrale von Chartres.

Als einziges Kind ihrer Eltern galt Mathilde als Alleinerbin ihrer Besitzungen. Bereits als Kleinkind wurde sie von ihrem Vater im August 1201 in Compiègne mit dem damals erst etwa einem Jahr alten Prinzen Philipp Hurepel (d. h. Philipp „dem Borstigen“) verlobt, dem zweiten Sohn des französischen Königs Philipp II. August. Die lebenslange Freundschaft der beiden Väter zueinander sollte in dem Ehebündnis ihrer Kinder eine dynastische Manifestation erfahren. Die Verlobung wurde im Mai 1210 in Saint-Germain-en-Laye erneuert und überdauerte auch die folgende Felonie des Vaters am König, die in seiner Gefangennahme in der Schlacht von Bouvines am 27. Juli 1214 gipfelte. Wahrscheinlich wurde Mathilde darauf in die Obhut des königlichen Haushaltes aufgenommen und gemeinsam mit Prinz Philipp erzogen. Ihre fortbestehende Verlobung dürfte sie dabei vor der Enteignung durch die Krone bewahrt haben, würde doch durch die zu erwartende Ehe ihr Erbe dem Erbfolgeprinzip gemäß an die königliche Familie übergehen. 1216 fand die Hochzeit von Mathilde und Philipp Hurepel statt, und ihre Ehe wurde in diesem Jahr vollzogen. 1218 wird Mathilde in einer königlichen Urkunde erstmals mit der Titulatur „Gräfin von Dammartin“ genannt. Ihr Mann wurde am 17. Mai 1222 durch den Grafen der Champagne zum Ritter geschlagen und wird im August 1223 erstmals mit dem Titel „Graf von Boulogne“ urkundlich genannt. Offenbar wurde also Mathilde vom alten König Philipp II. August kurz vor dessen Tod am 14. Juli 1223 in ihrem elterlichen Erbe restituiert, da ihr Mann die entsprechenden Titel einzig kraft ihres Erbrechts (iure uxoris) trug. Allerdings scheint Mathilde nicht das vollständige Erbe ihres Vaters zurückerstattet bekommen zu haben, dessen Haft auch unter der Herrschaft ihres Schwagers König Ludwig VIII. weiterbestand. So wird ihr Mann in einer Urkunde vom Februar 1224 lediglich im Besitz eines Viertels der Grafschaft Dammartin genannt, während dort zeitgleich in zunehmendem Maße Vertreter der Krone (Bailli) als Amtsleute auftraten. Aus diesem Grund verzichtete Mathilde wohl in ihren Urkunden bis auf wenige Ausnahmen auf die Führung des gräflichen Titels für Dammartin, während sie jenen für Boulogne, das vollständig in ihrem Besitz war, durchwegs verwendete.
Nach dem Tod König Ludwigs VIII. am 8. November 1226 schloss sich Philipp kurzzeitig der Opposition der Barone gegen seine Schwägerin Blanka von Kastilien an, gegenüber der er als ältester lebender Vertreter des königlichen Hauses Anspruch auf die Regentschaft für seinen unmündigen Neffen Ludwig IX. erhob. Nachdem sich jedoch schnell seine Unterlegenheit gegenüber der Schwägerin zeigte, versöhnte er sich mit dieser bis Ende 1227 und verzichtete auf die Regentschaft zugunsten der Anerkennung auf das Erbe Rainalds von Dammartin. Mathildes Vater war noch im selben Jahr in seinem Gefängnis gestorben. Gegen Ende 1233 verfasste Philipp „der Borstige“ sein Testament verfasst und starb im Januar 1234.
Aus der Ehe mit Prinz Philipp ging die Tochter Johanna († Januar 1252) hervor, die 1236 mit Walter von Châtillon (X 1250), Erbe von Nevers, Auxerre und Tonnerre, verlobt wurde. Entgegen späteren Behauptungen hatten Mathilde und Philipp keinen gemeinsamen Sohn namens Alberich (Aubry), der auf das elterliche Erbe zugunsten eines Lebens in England verzichtet und dort einen Sohn mit einer Tochter des „Königs Simon von England“ verheiratet habe. Diese eher legendenhaft anmutenden und unbelegten Informationen stammen aus den wenig zuverlässigen Werken des Jean-François Dreux du Radier aus dem 18. Jahrhundert. Aber ein Sohn wird weder im Testament Philipps „des Borstigen“ noch in anderen von ihm und der Gräfin Mathilde stammenden Dokumenten erwähnt.

## Königsgemahlin von Portugal
Noch im Januar 1234 legte Mathilde in Saint-Germain-en-Laye gegenüber König Ludwig IX. den Lehnseid für ihre Besitzungen ab. Auf Betreiben der französischen Krone wurde sie anschließend mit dem ins Exil nach Frankreich gegangenen portugiesischen Prinzen Alfons verlobt, den sie wohl spätestens im Sommer 1239 heiratete. Diese Eheschließung diente auch Alfons’ Interessen, da Mathilde eine sehr reiche Erbin war.
Alfons war der Neffe der französischen Königinmutter Blanka, die über ihn an politischem Einfluss in Portugal zugunsten Frankreichs zu gewinnen suchte. Sie bewegte deshalb Papst Innozenz IV., den amtierenden König Sancho II., der mit der Kirche im Streit lag, auf dem Konzil von Lyon in der Regentschaft über Portugal durch seinen Bruder Alfons zu ersetzen, der im Spätjahr 1245 sogleich in seine Heimat zurückzog. Mathilde blieb wohl in Frankreich; sie tritt aber erst wieder im April 1247 in ihrer Heimat urkundlich auf, während ihr Mann in Portugal nach dem Tod des Bruders 1248 als Alfons III. den Thron bestieg. Ihre Ehe bestand fortan nur noch auf dem Papier, blieb aber rechtsgültig, was für Alfons III. problematisch wurde, als er 1253 in Bigamie eine zweite Ehe einging, die kirchlicherseits zu Lebzeiten Mathildes nicht anerkannt wurde. Es ist nicht ersichtlich, ob Mathilde je auf eine Annullierung ihrer zweiten Ehe hingewirkt hätte. Andererseits hat sie auch in ihren Urkunden auf die Verwendung der Königstitulatur verzichtet.

## Tod
1252 starb Mathildes einziges Kind und Erbin. Schon zwei Jahre zuvor war ihr Schwiegersohn auf dem Kreuzzug in Ägypten gefallen, ohne Kinder zu hinterlassen, womit sich eine Aufteilung ihres Erbes zwischen ihren Vettern abzeichnete.
Eine portugiesische Chronik verzeichnet, dass Mathilde nach der Geburt ihres ersten Stiefsohnes Dionysius (* 9. Oktober 1261) und vor der Geburt des zweiten Alfons (* 6. Februar 1263) gestorben sei, womit vor allem dem Ersteren eine illegitime Geburt unterstellt werden sollte. Diese Angabe ist allerdings offensichtlich falsch, da Mathildes letzte Urkunde auf den 13. November 1258 datiert und ihr Vetter Matthäus von Trie im Oktober 1259 erstmals als Graf von Dammartin urkundet, was er zu ihren Lebzeiten sicher nicht getan hätte. Auch der englische Chronist Matthäus Paris datierte ihren Tod in das Jahr 1259.
In Mathildes Besitzungen übernahmen ihre Vettern Matthäus von Trie (Dammartin; † 1272) und Robert V. von Auvergne (Boulogne; † 1277) die Herrschaft.

## Nachkommen
Mathilde von Dammartin hatte mit Prinz Philipp „dem Borstigen“ von Frankreich eine Tochter:
- Johanna (Jeanne) (* wohl 1219; † 14. Januar 1252), Gräfin von Clermont und Aumale; ⚭ 1241 Gaucher de Châtillon, X 25. März 1250, Herr von Montjay usw.

Kinder aus ihrer zweiten Ehe mit König Alfons III. von Portugal sind nicht bekannt.

## Urkundenverzeichnisse
- Delisle, Léopold, Catalogue des actes de Philippe-Auguste. Paris, 1856.
- Teulet, Alexandre, Layettes du Trésor des Chartes, Bände 1 und 2. Paris, 1863–1866.